# Hermann Heckmann
Hermann Heckmann (* 16. August 1925 in Kreuzburg, Oberschlesien; † 20. April 2016 in Hamburg) war ein deutscher Architekt und Autor von Büchern zur Architekturgeschichte.

## Leben
Hermann Heckmann besuchte von 1931 bis 1943 die Volksschule und das humanistische Gymnasium in Oppeln. Von 1946 bis 1950 studierte er Pädagogik und Architektur an der Technischen Hochschule Dresden. 1950 absolvierte er seine Diplom-Hauptprüfung als Architekt, anschließend war er bis 1953 wissenschaftlicher Assistent von Karl Wilhelm Ochs. Im selben Jahr wurde er an der Technischen Hochschule Dresden zum Dr.-Ing. und 1975 an der Ruhr-Universität Bochum zum Dr. phil. promoviert. Nach seiner ersten Promotion war Hermann Heckmann ein knappes Jahrzehnt als Architekt tätig; bis 1956 im Entwurfsbüro für Hochbau Dresden II und von 1957 bis 1962 als Architekt im Bezirksamt Hamburg-Wandsbek. Von 1962 bis 1980 arbeitete er als Dozent an der Ingenieurschule für Bauwesen Hamburg. 1980 wurde er zum Professor am Fachbereich Architektur der Fachhochschule Hamburg berufen. Diese Tätigkeit übte er bis 1990 aus. Von 1991 bis 2008 war Heckmann Präsident der Stiftung Mitteldeutscher Kulturrat in Bonn.
Neben seiner Berufstätigkeit verfasste Hermann Heckmann zahlreiche Bücher zu Matthäus Daniel Pöppelmann und weiteren Baumeistern des Barocks und des Rokokos in Mittel- und Norddeutschland.

## Bauten (Auswahl)

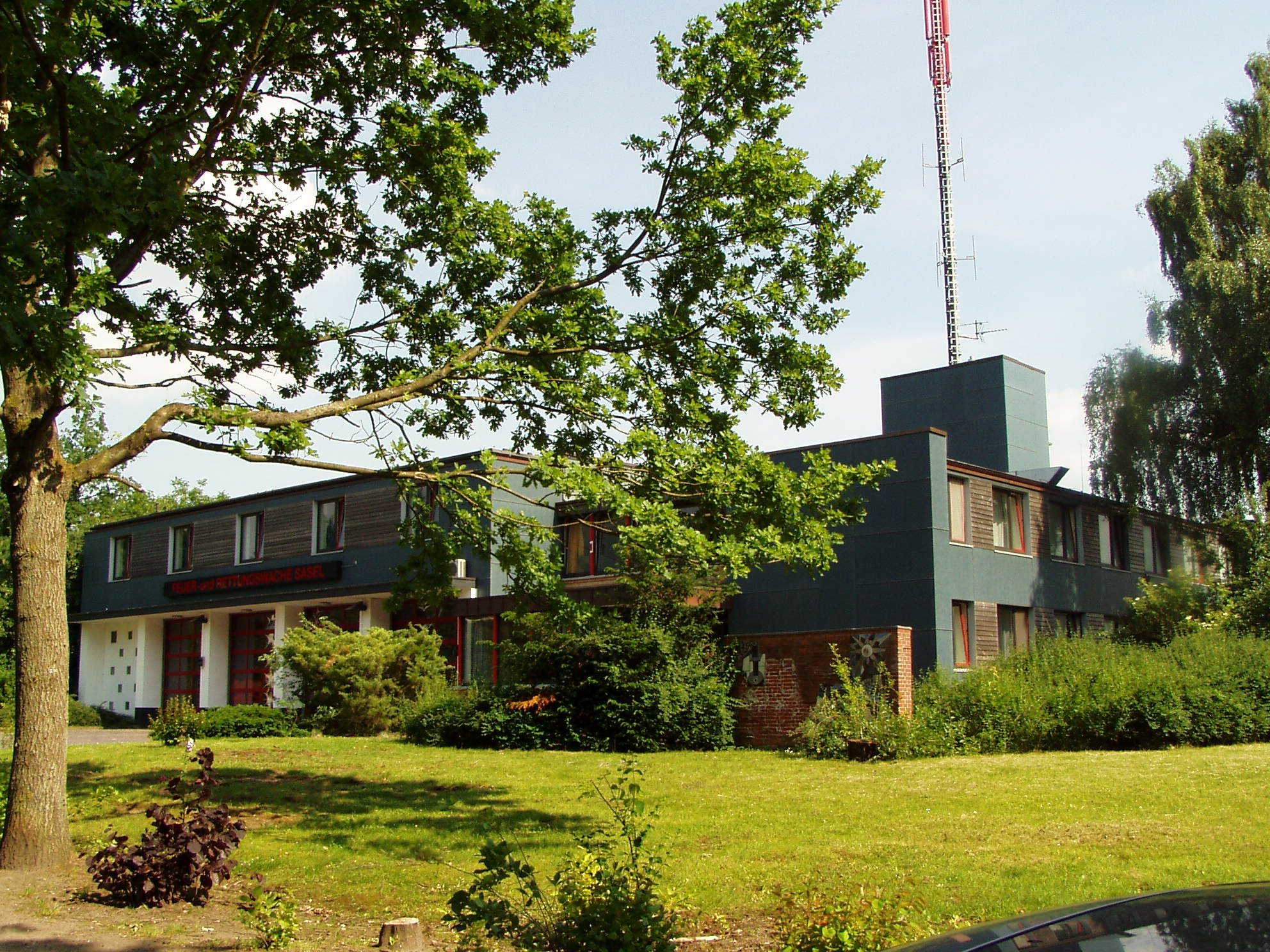
Feuerwache Hamburg-Sasel (erbaut 1961/62)

- Aufbahrungshalle Bannewitz (1953/56)
- Kindertagesstätte Leipziger Straße Dresden (1954/55)
- Tierklinik Dresden-Reick (1955/56)
- Wiederaufbau Marktplatz Neustadt in Sachsen (1955/56)
- Erweiterung Amtsgericht Hamburg-Wandsbek (1958/60)
- Säuglingsheim Hamburg-Poppenbüttel (1960/62)
- Ortsamt Hamburg-Bramfeld (1961/63)
- Feuerwache Hamburg-Sasel (1961/62)
- Feuerwehrhaus Hamburg-Duvenstedt (1958/61)
- Wohnhaus Hamburg Karlshöhe (1963)

## Schriften
- M. D. Pöppelmann als Zeichner. Verlag der Kunst, Dresden 1954.
- Matthäus Daniel Pöppelmann und sein Werk. In: Hermann Heckmann, Johannes Pape: Matthes Daniel Pöppelmann. Maximilian-Verlag, Herford u. a. 1962, S. 21–97.
- Matthäus Daniel Pöppelmann. Leben und Werk. Deutscher Kunstverlag, München u. a. 1972, ISBN 3-422-00651-6.
- Sonnin – Baumeister des Rationalismus in Norddeutschland (= Mitteilungen aus dem Museum für Hamburgische Geschichte. 11, ZDB-ID 504167-3). Museum für Hamburgische Geschichte, Hamburg 1977.
- mit Albrecht Timm: Halle so wie es war. Droste, Düsseldorf 1977, ISBN 3-7700-0466-3.
- Dresden. Bauten und Baumeister. Herausgegeben von der Stiftung Mitteldeutscher Kulturrat. Dümmler, Bonn 1984, ISBN 3-427-91081-9.
- Matthäus Daniel Pöppelmann und die Barockbaukunst in Dresden. Verlag für Bauwesen, Berlin 1986, ISBN 3-345-00018-0.
- Barock und Rokoko in Hamburg. Baukunst des Bürgertums. Verlag für Bauwesen, Berlin 1990, ISBN 3-345-00302-3.
- Baumeister des Barock und Rokoko in Sachsen. Verlag für Bauwesen, Berlin 1996, ISBN 3-345-00594-8.
- Baumeister des Barock und Rokoko in Brandenburg-Preußen. Verlag für Bauwesen, Berlin 1998, ISBN 3-345-00631-6.
- Baumeister des Barock und Rokoko in Thüringen. Verlag für Bauwesen, Berlin 1999, ISBN 3-345-00658-8.
- Baumeister des Barock und Rokoko in Mecklenburg, Schleswig-Holstein, Lübeck, Hamburg. = Baumeister des Barock und Rokoko Norddeutschland. Verlag für Bauwesen, Berlin 2000, ISBN 3-345-00692-8.